# Hamza Lahmar
Hamza Lahmar (sinh ngày 28 tháng 5 năm 1990) là một cầu thủ bóng đá người Tunisia thi đấu cho Étoile du Sahel ở vị trí tiền vệ.

## Sự nghiệp
Lahmar từng thi đấu cho Étoile du Sahel, ES Zarzis và ES Hammam-Sousse.
Anh ra mắt quốc tế năm 2015, và từng có tên tham dự Cúp bóng đá châu Phi 2017.

## Bàn thắng quốc tế
Tỉ số và kết quả liệt kê bàn thắng của Tunisia trước.
| #  | Ngày               | Địa điểm                                     | Đối thủ | Tỉ số | Kết quả | Giải đấu                            |
| -- | ------------------ | -------------------------------------------- | ------- | ----- | ------- | ----------------------------------- |
| 1. | 4 tháng 9 năm 2016 | Stade Mustapha Ben Jannet, Monastir, Tunisia | Liberia | 4–1   | 4–1     | Vòng loại Cúp bóng đá châu Phi 2017 |
| 2. | 4 tháng 1 năm 2017 | Sân vận động El Menzah, Tunis, Tunisia       | Uganda  | 1–0   | 2–0     | Giao hữu                            |

## Danh hiệu

### Câu lạc bộ
Étoile Sportive du Sahel
- Giải bóng đá hạng nhất quốc gia Tunisia – 2015–16
- Cúp bóng đá Tunisia – 2012, 2013–14, 2014–15

### Quốc tế
Tunisia
- Cúp Liên đoàn bóng đá châu Phi – 2015